# Królewskie parki w Londynie

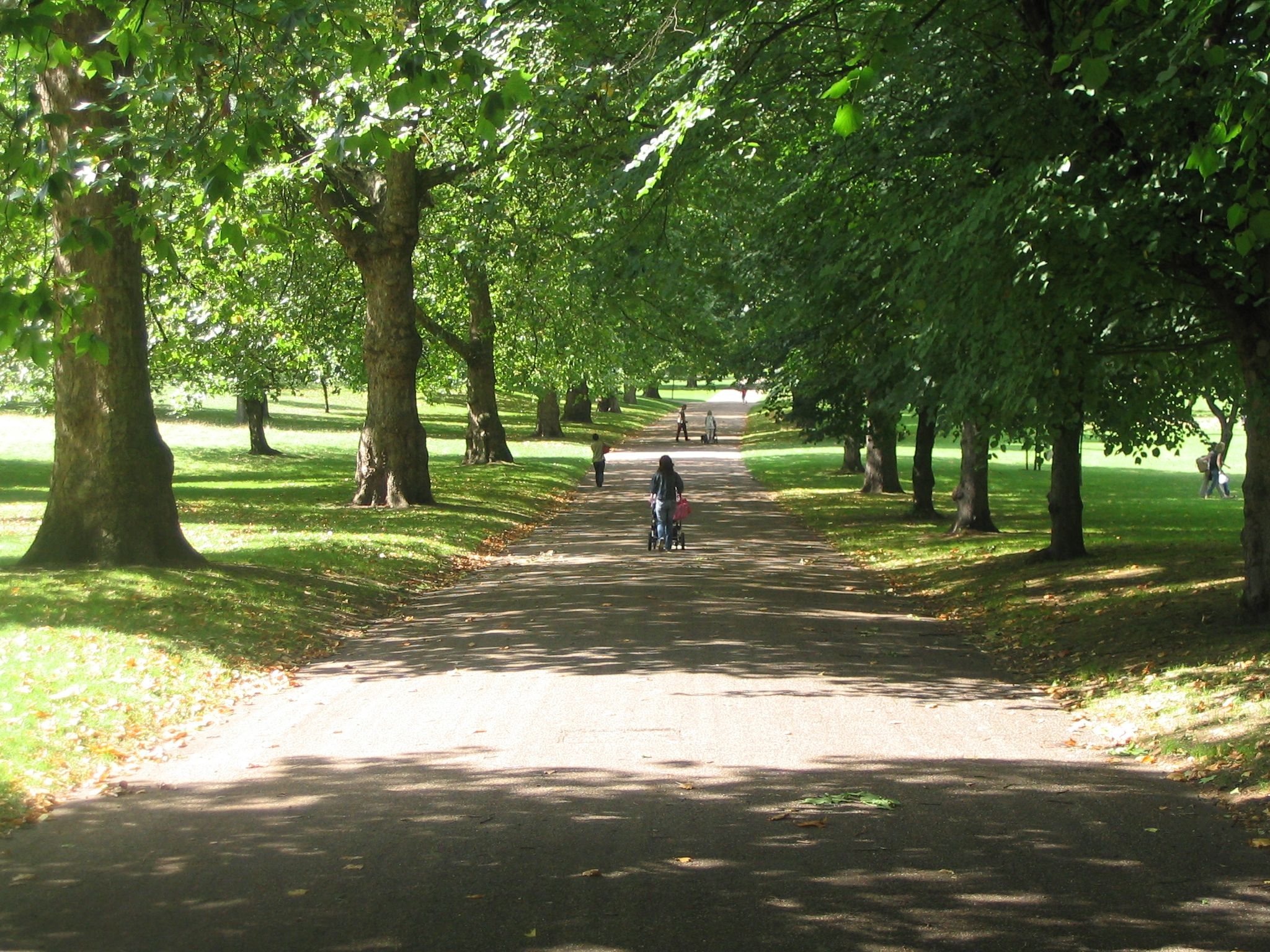
Hyde Park (2006)

Królewskie parki w Londynie, Royal Parks of London – zespół ośmiu parków w Londynie. Zostały założone na ziemiach, które pierwotnie należały do monarchii Anglii oraz Wielkiej Brytanii i służyły jako miejsce rekreacji dla rodziny królewskiej (głównie polowania). W miarę urbanizacji Londynu, parki, które zostały zachowane jako otwarta przestrzeń, stały się dostępne dla mieszkańców. Łącznie zajmują one powierzchnię ok. 5 500 akrów (22 km²) w Wielkim Londynie. W XXI w. jest osiem parków, które formalnie zaliczane są do królewskich:
- Bushy Park
- The Green Park
- Greenwich Park
- Hyde Park
- Kensington Gardens
- The Regent’s Park
- Richmond Park
- St. James’s Park

Hyde Park i Kensington Gardens (sąsiadują ze sobą), Green Park, Regent’s Park i St. James’s Park są największymi terenami zielonymi w centrum Londynu. Bushy Park, Greenwich Park i Richmond Park znajdują się w dzielnicach oddalonych od centrum. Cmentarz Brompton, chociaż nie jest parkiem, jest kolejnym terenem zielonym zarządzanym przez Parki Królewskie (agencja).